# چکاوک منقارصورتی
چکاوک منقارصورتی (نام علمی: Spizocorys conirostris) نام یک گونه از سرده چکاوک‌های زنگی است.